# Ryzykowna gra (film 1960)
Ryzykowna gra (ang. Ocean’s Eleven) – amerykańska komedia kryminalna z 1960 roku w reżyserii Lewisa Milestone’a. W rolach głównych wystąpili w niej m.in. Frank Sinatra i Dean Martin. Zdjęcia kręcono w Las Vegas.

## Fabuła
Grupa przyjaciół, która poznała się w wojsku podczas II wojny światowej, wpada na pomysł obrabowania pięciu największych kasyn w Las Vegas w czasie jednej nocy. Gdy już wykonali plan, coś idzie nie po ich myśli.

## Obsada
- Frank Sinatra: Danny Ocean
- Dean Martin: Sam Harmon
- Sammy Davis Jr.: Josh Howard
- Peter Lawford: Jimmy Foster
- Angie Dickinson: Beatrice Ocean
- Richard Conte: Tony Bergdorf